# CD Olimpia
A CD Olimpia egy hondurasi labdarúgóklub, melynek székhelye Tegucigalpaban található. A klubot 1912-ben alapították és az első osztályban szerepel.
A hondurasi bajnokságot 29 alkalommal nyerte meg, ezzel legeredményesebb klub az országban. 
Hazai mérkőzéseit az Estadio Tiburcio Carías Andinóban játssza. A stadion 35000 fő befogadására alkalmas. A klub hivatalos színei a kék-fehér.

## Sikerlista
- Hondurasi bajnok (29): 1966–67, 1967–68, 1969–70, 1971–72, 1977–78, 1982–83, 1984–85, 1986–87, 1987–88, 1989–90, 1992–93, 1995–96, 1996–97, 1998–99, Apertura 2000, Apertura 2002, Clausura 2004, Clausura 2005, Apertura 2005, Clausura 2006, Clausura 2008, Clausura 2009, Clausura 2010, Apertura 2011, Clausura 2012, Apertura 2012, Clausura 2013, Clausura 2014, Clausura 2015
- CONCACAF-bajnokok ligája győztes (2): 1972, 1988
- UNCAF-klubcsapatok kupája harmadik helyezett (3): 1981, 1999, 2000
- Copa Interamericana második helyezett (2): 1972, 1988